# 东北易帜
東北易幟，是指皇姑屯事件後，統治东三省的奉系軍閥將領張學良將原來懸掛的北洋政府五色旗換成國民政府的青天白日滿地紅旗，1928年12月29日通電宣布接受南京國民政府統治的政治轉向事件。此事件標誌著國民革命軍北伐的結束、南京國民政府實現名义上的中國南北統一及中华民国北京政府時期正式告終。

## 背景
1926年，國民革命軍北伐，試圖剷除各地軍閥政權，實現中國南北統一。時任國民革命軍總司令的蔣介石因北伐軍內部分裂，於徐州宣佈下野，直至1928年4月，蔣介石又重新掌權，發起第二次北伐戰爭，並於臨近5月底時進軍北京。身處北京的中华民国北京政府瓦解，張作霖不顧日本死守燕、冀的要求，放棄北京、撤回東北。1928年6月，張作霖出山海關，日本關東軍於皇姑屯刺殺張作霖。張作霖死後，東北仍為奉系政權，並且依舊沿用中华民国北京政府的五色旗作為旗幟。

## 過程
| 中華民國國民政府方面（升旗） | 中華民國國民政府方面（升旗） | 中華民國安國軍政府方面（降旗） | 中華民國安國軍政府方面（降旗） |
| ---------------------------- | ---------------------------- | ------------------------------ | ------------------------------ |
|                              |                              |                                |                                |
| 國民革命軍陸軍旗             | 青天白日滿地紅旗             | 鐵血十九星旗                   | 五色旗                         |

1928年6月，張作霖被暗殺後，其子張學良当时正在河北邯郸安排撤退，当天接到奉天督军参议臧式毅通知后，化裝假扮軍隊伙夫，乘坐運兵汽车于6月18日返回瀋陽，受到張作相等宿將擁護，7月4日繼任东三省保安司令兼奉天保安司令，成为东北政治军事領導人，主掌东三省兵權。张作霖死后，蒋介石即派出孔繁蔚作为代表前往沈阳与张学良联络。:390

1928年7月1日，張學良向國民革命軍宣告停戰，表明不會干涉「重新統一」的任務。同年7月3日，蔣方至北京與奉系的代表會面，商討和平解決方案。7月8日，张学良派遣吉林省省长王树翰、安国军政府财政部米春霖、前北京卫戍司令邢士廉、军事参谋署徐祖诒作为谈判代表到达天津，提出谈判条件：

1. 东三省成立政治分会，张学良任主席，杨宇霆任奉天省主席，张作相任吉林省主席，万福麟任黑龙江省主席，
2. 东北军保持原编制，派100名青年前往南京学习国民党党务，
3. 保护东北三省任职者生命财产安全。

1928年7月10日，东北代表4人从天津到北平，与蒋介石会面，双方谈判顺利，定于7月24日发表“易帜公告”。日本不滿其做法，首相田中義一派遣特使林權助以吊唁张作霖的名义与張學良会面，向他施加压力。8月5日，林久治郎参加张作霖葬礼时再次施压。8月9日，双方发生激烈争吵。张学良担心日本使用极端手段，同国民政府商定后决定暂缓易帜。:390-391

12月中旬，国民政府特使军政部政务次长兼军政部兵工署署长张群，国民党二届候补中执委吴铁城、北平政治分会主席李石曾、军事委员会委员方本仁到达沈阳，送来青天白日满地红旗和东北主要官员的委任状。24日，张学良宣布29日改悬挂国旗，东北三省同时举行。:391

1928年12月29日，奉系張學良改五色旗為青天白日滿地紅旗，東四省易幟，通電服從南京國民政府領導:472：
「奉天來電萬火急限即刻到南京蔣主席鈞鑒組密現已飭令東北所屬於廿九日早七點起改易國旗特請備案並請定該日為國民黨統一中國紀念日為盼張學良儉印」:76。
在奉天省府礼堂，張學良主持“易帜典礼”，方本仁监誓:391。名義上的全國統一宣告完成:17。31日，依照先前談判條件，國民政府命張學良為東北边防军司令长官，张作相和万福麟为副司令长官，翟文选、张作相、常荫槐、汤玉麟分别担任奉天、吉林、黑龙江、热河四省主席:391。
東北易幟從1928年6月开始醞釀，由于日軍的横加干涉和俄國在內多方利益協調問題，東北易幟進程被一再拖延，到同年12月最終實現，前後長達6個月的時間。
原本割据關外的張學良，自此與蔣介石關係緊密，之後參加中原大戰，進兵山海關，支持蔣介石，打敗閻錫山、冯玉祥的反蔣聯軍。不過蔣對東北的掌握不深，作為交換，張學良也因此役而獲得華北的獨立治權，包括北平市、天津市、河北省、河南省、山東省、山西省部份的徵稅、駐軍，以及人事任命權等行政權力，這讓他年紀輕輕就成為當時僅次於蔣介石的中華民國實權第二號軍事人物。